# James River (Chesapeake Bay)
Der James River ist ein Fluss im US-Bundesstaat Virginia.

## Geographie
Der 660 Kilometer lange James River entsteht durch den Zusammenfluss des Cowpasture River und des Jackson River in den Bergen der Appalachen, in der Nähe der Ortschaft Iron Gate. Er hat ein Einzugsgebiet von 27.000 km². Durch Hampton Roads mündet der James River in die Chesapeake Bay.

## Geschichte
Die erste dauerhafte englische Siedlung in Amerika war Jamestown, die 1607 am Ufer des James River gegründet wurde. Sowohl die Stadt als auch der James River wurden nach dem englischen König James I. benannt.
Eine wichtige Rolle spielte der James River bei der Besiedlung Virginias und als Verkehrsweg. Richmond, die Hauptstadt Virginias, liegt am James River.

## Nebenflüsse
- Appomattox River
- Chickahominy River